# Коханка в масці
«Коханка в масці» (чеськ. «Maskovaná milenka») — чехословацький фільм 1940 року режисера Отакара Ваври, за романом Оноре де Бальзака.

## Сюжет
Молода дворянка Ленка Розетті після жахливого шлюбу з грубим і невірним чоловіком не бажає знати чоловіків, але дуже хоче завести дитину.
На балу-маскараді вона, будучи в масці, знайомиться з молодим збіднілим дворянином Леоном, який закохується в невідому красуню, яка відмовляється називати себе і знімати маску, але загадково обіцяє йому побачення. Вона збирає інформацію про нього, а потім заочно пропонує йому ніч кохання, але на її умовах — ніч тільки одна, він не побачить її обличчя, не знатиме хто вона, і в майбутньому не намагатиметься це з'ясувати.
Його із зав'язаними очима привозять у її особняк, щоб він не впізнав це місце, де на нього чекає коханка в масці.
Пізніше в листі невідома пояснює Леону, що після досвіду з її покійним чоловіком, егоїстичним і грубим людиною, вона більше не хоче іншого чоловіка, не збирається виходити заміж, і що він був потрібен її тільки щоб завагітніти. Їхня ніч разом має свої «наслідки», такі бажані для Оленки, — у неї народжується дочка.
Леон глибоко нещасний, він добровільно вирушить на війну і навмисно шукає смерті.
Через кілька років тяжко поранений він випадково опиняється у замку графині Ленки Россетті. Вона впізнає його, і довго вагається, чи варто присвячувати його в свою таємницю… У ході лікування вони зближуються, Леон закохується в Ленку, і душі не сподівається в її доньці Леонці. Ленка відповідає на почуття Леона і відкриває йому, що вона його втрачена коханка в масці, а Леонка — його дочка.

## У ролях
- Ліда Баарова — Ленка Розетті
- Густав Незвал — Леон
- Ладислав Пішок — Фердинанд, слуга Леона
- Іржина Штеймарова — Емілія
- Йіржина Шейбалова — графиня Євгенія
- Іржі Стеймар — граф Альберт
- Рудольф Дейл-старший — генерал
- Карел Достав — лікар
- Божена Шустрова — прислуга
- Єлизавета Микільська — камео: прима-балерина